# بستس (کالیفرنیا)
بستس (به انگلیسی: Bassetts) یک منطقهٔ مسکونی در ایالات متحده آمریکا است که در شهرستان سیرا، کالیفرنیا واقع شده‌است. بستس ۱٬۶۸۸٫۰ متر بالاتر از سطح دریا واقع شده‌است.